# Maria Salvador Calzada
Maria Salvador Calzada   (Palafrugell, 7 de maig de 1951) és una professora catalana jubilada. Filla de Lluís Salvador Cuevas i Angelina Calzada Roura, es va casa amb Antoni Lledó Crosa el 21 d'octubre de 1972, i amb dos fills: la Diana i en Màrius.
Va estudiar a l'Escola Torres Jonama de Palafrugell, i més tard va obtenir una beca del patronat de l'Escola d'Arts i Oficis, concretament la beca anomenada "Amics de Llafranc" destinada a cursar estudis de batxillerat a l'acadèmia Joan Farga, que en l'actualitat és l'escola Sant Jordi. Un cop va finalitzar aquests estudis de batxillerat, va obtenir una altra beca per cursar la carrera de magisteri a l'Escola de Magisteri de Girona.
Ha sigut mestra a diferents escoles de Palafrugell i de l'entorn baix empordanès. Va iniciar-se com a mestra a Palafrugell l'any 1969, com a substituta. Es va jubilar el 2011 després de 42 anys de professió.
És membre de l'Associació Flora Catalana des de l'any 2019. S'ha presentat diverses vegades a les llistes municipals per Esquerra Republicana de Catalunya, donant suport a les llistes encapçalades per Sergi Sabrià Benito i Josep Piferrer Puig. A les eleccions de 2007 anava a la posició 18 de la llista, i el 2011 era la segona suplent, i al 2015 anava a la posició 18 de la llista.